# 惠州城市职业学院
惠州城市职业学院，简称惠州城市学院，位是经广东省人民政府批准、国家教育部备案、广东省教育厅主管的公办全日制普通高等院校，学校代码：14510

## 历史
学校前身分别是成立于1964年的惠州商业学校、惠州旅游学校和成立于1965年的惠州外贸学校。2011年三校合并建为惠州商贸旅游高级职业技术学校、2013年在惠州商贸旅游高级职业技术学校的基础上，成立惠州城市职业学院；2014年5月国家教育部批准备案。